# Pygaerina privata
Pygaerina privata är en fjärilsart som beskrevs av M.Gaede 1928. Pygaerina privata ingår i släktet Pygaerina och familjen tandspinnare. Inga underarter finns listade.